# 李商隠
李 商隠（り しょういん、812年（元和7年） - 858年（大中12年）。ただし、生年は813年の説あり）は、晩唐の官僚政治家で、時代を代表する漢詩人。字は義山、号は玉谿生。また獺祭魚と呼ばれる。本貫は隴西郡狄道県。懐州河内県（現在の河南省焦作市沁陽市）の出身だが、鄭州滎陽県（現在の河南省鄭州市滎陽市）で生まれた。官僚としては不遇だったが、その妖艶で唯美的な詩風は高く評価されて多くの追随者を生み、北宋初期に一大流行を見る西崑体の祖となった。似たような婉約な詩風を特徴とする同時代の温庭筠と共に温李と呼ばれ、また杜牧と共に小李杜とも称される。

## 略伝
李嗣の長男として生まれる。李凝之（李韶の子の李瑾の子）の末裔にあたる。その祖は唐の宗室につながるというが、このころは没落し、父の李嗣は県令や監察史・節度使・州刺史の幕僚を務める地方官僚だった。その父は李商隠が10歳のころ病没している。他に2人の弟と6人の姉妹がいた。
当時、唐宮廷の官僚は、牛僧孺・李宗閔らを領袖とする科挙及第者の派閥と、李徳裕に率いられる門閥貴族出身者の派閥に分かれ、政争に明け暮れていた。いわゆる牛李の党争である。若き李商隠は、牛僧孺派の重鎮であった興元尹・山南西道節度使の令狐楚の庇護を受け、837年、26歳にして進士科に及第する。しかしながら同年に令狐楚が没し、翌年には上級試験にも落第すると、今度は李徳裕の派に属する太原公王茂元の招きに応じてその庇護下に入り、娘を娶った。翌839年、王茂元の働きかけにより文人官僚のスタートとして最も理想的といわれる秘書省の校書郎に任官されるも、牛僧孺派からは忘恩の徒として激しい謗りを受けることになった。以後も李商隠は、処世のために牛李両党間を渡り歩いたので変節奸と見なされ、厳しい批判を受けて官僚としては一生不遇で終わることとなる。
任官同年、早くも中央にいたたまれず、弘農県（現在の河南省三門峡市霊宝市の南）の尉となって地方に出る。以後の経歴は、忠武軍節度使となった王茂元の掌書記、秘書省正字、桂管防禦観察掌書記、観察判官検校水部員外郎、京兆尹留後参軍事奏署掾曹、武寧軍節度判官（もしくは掌書記）、太学博士、東川節度書記、検校工部郎中、塩鉄推官など、ほとんどが地方官の連続であり、中央にあるときも実職はなかった。端的に言えば干されたのである。また、さらにそれすらまっとうできずにたびたび辞職したり、免職の憂き目に遭っている。なおこの間、842年に母を亡くし、851年には妻王氏も喪っている。
そして858年、またも失職して郷里へ帰る途中、または帰り着いてまもなく病没した。享年47。

## 詩の特徴
李商隠の詩の面目は艶情詩にある。その定型詩、特に『無題』とされる幾つかの、あるいは単に詩句から借りただけの題を付けられた律詩は、晩唐詩の傾向である唯美主義をいっそう追求し、暗示的・象徴的な手法を駆使して、朦朧とした幻想的かつ官能的な独特の世界を構築している。そのテーマは破局に終わった道ならぬ恋愛の回想であり、甘美な夢のごとき青春の記憶の叙述である。当然、内容ははなはだ哀愁を帯びるが、典雅な詩句や対句、典故で飾られ、耽美の域に達している。美しく悲しいごく私的な記憶や感慨を詩によって昇華させる、それが李商隠の詩風であった。
古来、詩は気高き志を詠うものであった。李商隠が師と仰いだ杜甫にもその傾向は顕著である。しかし晩唐という時代はそれを許さない。宮廷内にあっては牛李の党争による政変が相次いで、朝に宰相にあったものが夕に免職されて辺境に流されるがごとく。しかし実権は皇帝の廃立まで意のままにした宦官たちに握られる始末。宮廷外は軍・政両権を握る節度使が国土を分断してさながら戦国時代の状態であり、大唐帝国は実質的に一地方政権に堕していた。もはや志を詠ってもどうすることも出来ない。まして自身の行状ゆえに迫害を受ける身であっては。閉塞した時代にあって周囲の白眼視を受けながら、伝統的な詩のあり方に背を向け、ひたすら個人的な美の完成を追求した李商隠の姿勢は、ある意味硬骨であり、芸術家としての骨の太さをうかがわせるものである。一般的に恋愛詩は友情を描いた詩よりも軽視されることが多い時代に、李商隠は多くの優れた作品を残した。妓女に向けて描かれたとされる詩、妻に向けて描かれたとされる詩などがあり、李商隠の恋愛詩は誰か一人のために描かれたのではない、というのが通説である。
ほかに『隋宮』『馬嵬』など、歴史を題材とした詠史詩や、詠事詩にも定評がある。また、長安東南の高台で詠った五言絶句『楽遊原』は、李商隠の代表作に数えられる。
もう一つ李商隠の詩の技巧的な特徴として、僻典の多用が挙げられる。限られた字数で表現する漢詩は、誰もが知っているエピソードなどに登場する印象的な言葉を使うことで、もとのエピソードの内容を鑑賞者に連想させ、詩の内容を膨らませるという技巧を往々にして使用するが、これを典故という。ゆえに典故は、知識人階級なら誰でも知っているエピソードに由来するものでなくてはならない。たとえば経書・荘子・史記・漢書・三国志などである。が、李商隠はそれらのみならず、稗史や小説など、むしろ知識人階級が手を触れるべきでないとされた雑書の類からも典故を引いた。このことが詩に深みを与えると同時に、その難解さの一因にもなっている。ちなみに李商隠のあだ名、獺祭魚は、李商隠が詩作するさいに参考にするため、数々の書物を机の上に並べて置いたのが、川獺（カワウソ）が捕らえた魚を並べるという習性（獺祭魚）に似ていることから付けられたものであるという。

## その影響
李商隠の詩は、その官僚としての待遇にかかわらず、生前からすでに高い評価を得ていた。最晩年の白居易はその詩を酷愛し、「もし死んでも君の子に生まれ変わることが出来れば満足だ」と言ったというが、真偽のほどはわからない。同じ晩唐の詩人 温庭筠や、唐滅亡期の韓偓がその影響を色濃く受けていたことは間違いない。五代に入っても、たとえば後蜀の韋縠によるアンソロジー『才調集』などを見れば、その収録数の多さから李商隠の文学が愛され続けたことがわかる。
しかし、李商隠の詩風が大きな流行を見るのは北宋初期、3代皇帝真宗の時期以降である。楊億・銭惟演・劉筠ら朝廷の文官が中心となり、唱和しあった詩を集めて編んだ『西崑酬唱集』が、いわゆる西崑体流行の端緒となる。この西崑体こそが李商隠に範を求めたもので、彫琢を凝らした修辞と暗示的・象徴的な手法を特徴とする、外見上はいかにも李商隠風なものであった。しかしそれは単に李商隠の稚拙な模倣に過ぎず、北宋中期に入ると欧陽脩や梅堯臣らの鋭い批判を受けて排斥されることになる。むしろその直後、王安石によって李商隠の正当な評価が下される。すなわちその詩には、李商隠が師事した杜甫と同レベルの深い人間洞察が含まれ、華麗な表現の裏にその誠実な人格が窺えることが指摘されたのである。以後の李商隠評は王安石の説に従い、今日に至っている。

### 日本での刊行
- 高橋和巳『李商隠』、初版「中国詩人選集15」（岩波書店）、新版・河出文庫、1996年
- 高橋和巳『詩人の運命』「作品集 別巻」河出書房新社、未完の評伝
  - 『高橋和巳全集 第16巻　中国文学編2』（河出書房新社、1980年）、各・新版

作家で中国文学者、若くして没したが研究探求し続けた。
- 川合康三選訳『李商隠詩選』（岩波文庫、2008年）
- 詹満江『李商隠研究』（汲古書院、2005年）、研究
- 加固理一郎『李商隠詩文論』（研文出版、2011年）、研究

余談だが古典から離れて人間性を強く詠った、明治の俳人歌人正岡子規が獺祭書屋主人と号した。

## 著名な作品
| 無題           |                                 |                                                          |
| 原文           | 書き下し文                      | 通釈                                                     |
| 昨夜星辰昨夜風 | 昨夜の星辰 昨夜の風             | 昨夜、夜空に星が輝き、風が吹いていた                     |
| 畫樓西畔桂堂東 | 画楼の西畔 桂堂の東             | 色鮮やかな高殿の西、香木で建てられた堂宇の東にて         |
| 身無綵鳳雙飛翼 | 身に綵鳳双飛の翼無きも          | 彩絹の鳳凰のような、連れ立って飛ぶ翼を持たぬ二人だが     |
| 心有靈犀一點通 | 心に霊犀一点の通う有り          | 神秘な犀の角のごとく、心に一点通い合うものがあった       |
| 隔座送鉤春酒暖 | 座を隔てて送鉤すれば春酒暖かく  | 対面して輪隠しの遊戯をするとき、春の酒は暖かく           |
| 分曹射覆蠟燈紅 | 曹を分けて射覆すれば蝋灯紅なり  | 組を分けて隠したものを当てるとき、蝋燭は紅に煌いた       |
| 嗟余聽鼓應官去 | 嗟あ 余が鼓を聴き官に応じて去り | 嗚呼しかし太鼓が暁を報せると、公務のために去らねばならず |
| 走馬蘭臺類轉蓬 | 馬を蘭台に走らせて転蓬に類るを  | 私は秘書省に馬を走らせた 風に転がる根無し蓬のように      |